# 本杰明·富兰克林酒店
本杰明·富兰克林酒店（Benjamin Franklin Hotel）是美国费城市中心的一座历史建筑，位于栗树街834号，酒店开业于1925年，由Horace Trumbauer设计。1980年代中叶酒店改为公寓大楼，名为本杰明·富兰克林大楼（Benjamin Franklin House）。许多费城人它被亲切地称之为“The Ben”。
目前大楼共有412套公寓，120,000平方英尺（11,000平方）的办公空间，以及费城最大的宴会厅之一。1982年列入國家史蹟名錄。
2011年被房地产公司Korman Communities收购，更名为The Franklin Residences, 是一栋可供长期或短期出租的高级公寓。